# Aphanistes sedlaceki
Aphanistes sedlaceki là một loài tò vò trong họ Ichneumonidae.